# Nordseewerke
Нордзееверке (нем. Nordseewerke) — фирма, входящая в состав концерна ТиссенКрупп АГ. Фирма занимается строительством судов с 1903 года. В 1905 году компанией был построен первый корабль, в 1973 году — самое быстрое судно-контейнер в мире, в 2001 году — самая большая землесосная драга, в 2004 году — современный научно-исследовательский корабль по технологии SWATH, названный кораблём года 2004 года.

## Программа поставок
- Морские суда
- Торговые суда
- Ремонтная база